# Тадао Такајама
Тадао Такајама (јап. 高山 忠雄; 24. јун 1904 — 1. јул 1980) био је јапански фудбалер.

## Каријера
Током каријере је играо за Kobe Icchu Club.

## Репрезентација
За репрезентацију Јапана дебитовао је 1930. године. За тај тим је одиграо 2 утакмице и постигао 1 гол.

## Статистика
| Јапан  | Јапан   | Јапан  |
| Година | Наступи | Голови |
| ------ | ------- | ------ |
| 1930.  | 2       | 1      |
| Укупно | 2       | 1      |